# پاندورا (قمر)
پاندورا (ماه) (به یونانی: Πανδώρα) قمر داخلی زحل است. پاندورا از عکس‌های گرفته شده توسط کاوشگر ویجر ۱ در سال ۱۹۸۰ کشف شد و موقتاً S/1980 S 26 نامگذاری شد. در اواخر سال ۱۹۸۵ رسماً پاندورا نام گرفت. همچنین به عنوان زحل هفدهم نیز شناخته می‌شود.

## نگارخانه

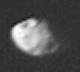
کاوشگر ویجر ۲ در آگوست ۱۹۸۱ این تصویر را ثبت کرده‌است).
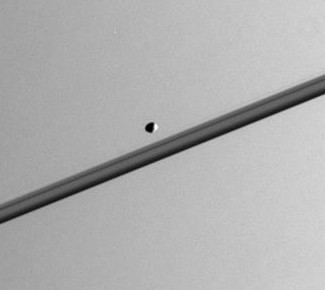
این تصویر توسط کاوشگر کاسینی گرفته شده، حلقه‌های زحل در پس زمینه قابل رویت است.
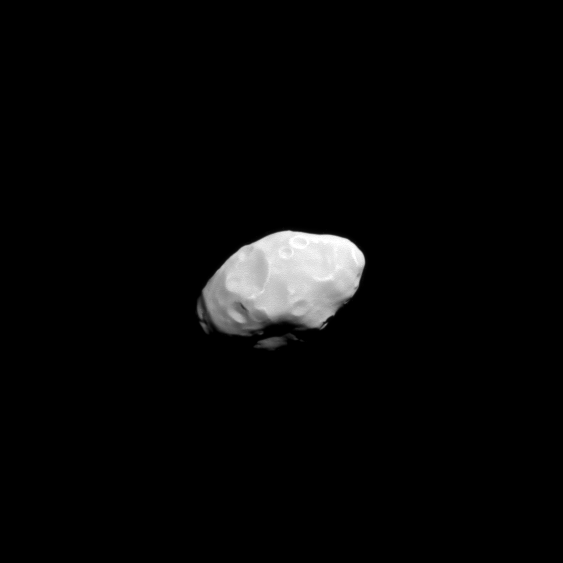
این تصویر توسط کاوشگر کاسینی از قمر زحل در طول پروازهای فضا پیما در ۳ ژوئن ۲۰۱۰ گرفته شده.